# Apparitions mariales du Laus
Les apparitions mariales du Laus ou les apparitions de Notre-Dame du Laus désignent les apparitions mariales déclarées par la voyante Benoîte Rencurel, de mai 1664 jusqu'à la fin de 1718, dans le hameau du Laus du village de Saint-Étienne-le-Laus dans le Dauphiné (Hautes-Alpes actuelles). Ces apparitions ont été reconnues comme authentiques par l'Église catholique, en 2008, après enquête canonique et proclamation par l'évêque du lieu, Jean-Michel Di Falco.
Ces « apparitions » sont connues par le témoignage que la voyante en a donné, et par les récits de quatre chroniqueurs, témoins oculaires et contemporains de la voyante Benoîte Rencurel, « qui ont laissé des récits dignes de foi » des événements. Leurs manuscrits qui nous sont parvenus représentent pas moins de 1 800 pages et font de ces apparitions du Laus, les apparitions « les mieux documentées du XVIIe siècle ».
Ces apparitions qui auraient duré 54 ans, sont « les plus longues du monde » (à ce jour) d'après les autorités religieuses (en tant qu'apparitions reconnues). Elles ont donné lieu, dès les premières années à des pèlerinages et un afflux important de pèlerins, malgré les difficultés d'accès du lieu, très isolé dans la montagne. Très vite, des récits de guérisons miraculeuses se sont diffusés, en particulier avec l'utilisation de l'huile de la lampe de la basilique. L’afflux des pèlerins a amené les autorités religieuses à construire des églises de plus en plus grandes pour accueillir les fidèles, et mettre en place des prêtres et religieux missionnés officiellement pour accueillir et guider ces pèlerins.

## Historique

### Sources bibliographiques
Yves Chiron écrit que ces apparitions du Laus « sont parmi les mieux documentées du XVIIe siècle » car elles s'appuient sur les témoignages de quatre témoins oculaires, contemporains de la voyante Benoîte Rencurel « qui ont laissé des récits dignes de foi ». Ces écrits rassemblés dans les « manuscrits du Laus » sont contemporains de la voyante et s’étalent sur près d'un demi-siècle. Ils ont été rédigés par,, : 
- François Grimaud (1620-1703), juge de la vallée d'Avançon, avocat au parlement de Grenoble, procureur du roi à Gap, puis en 1673, consul à Gap. Ses écrits couvrent la période 1664-1667 ; sa relation, tenue pendant les deux premières années du pèlerinage, signale soixante guérisons miraculeuses ;
- Jean Peytieu (1640-1689), prêtre du diocèse d'Embrun, docteur en théologie, qui a vécu quotidiennement au Laus de 1669 à 1689, au contact de la bergère. Ses écrits couvrent la période 1669-1689 ;
- François Aubin (1650-1733), ermite au col de l'ange, confident de Benoîte à partir de 1680. Ses souvenirs et ses notes aujourd'hui disparues ont été rapportés par Pierre Gaillard ;
- Pierre Gaillard (1621-1715), prêtre, docteur en théologie, vicaire général de Gap, aumônier du roi et official de l'évêché. Ses écrits couvrent la période 1647-1712. Il est l'auteur principal de la « grande histoire du Laus », rédigée au jour le jour durant quarante ans.

Yves Chiron écrit « qu'une étude comparative de leurs textes permet de discerner ce qui a un fondement historique, de ce qui peut être considéré comme des extrapolations ou des exagérations ». C’est sur ces relations que se fondent toutes les études publiées à ce jour.
Après la mort de la voyante Benoîte, François Aubin rassemble et conserve les 1800 pages de témoignages. Il les transmet ensuite aux pères de la Sainte-Garde, chapelains du sanctuaire. Pendant la Révolution française, les 1 800 pages manuscrites sont cachées dans un grenier par un des pères de la Sainte-Garde, afin d'éviter leur destruction. En 1824, les pères Oblats de Marie-Immaculée responsables du Laus depuis six ans, les redécouvrent. En 1850, l'évêque de Gap, Jean-Irénée Depéry, demande à l'abbé Galvin de les recopier, et nous disposons ainsi depuis cette date de la « Copie authentique des Manuscrits »,.
En 1977, le père de Labriolle, exploite ces manuscrits et publie l'ouvrage Benoîte, la bergère de Notre-Dame du Laus, synthèse de ses travaux.
En 1996, à la suite de la réouverture du procès en béatification de Benoîte Rencurel par le pape Jean-Paul II en 1981, la « Copie authentique des Manuscrits » est reproduite en cinq cents exemplaires.

### Le contexte
Ces apparitions mariales surviennent au XVIIe siècle, dans une période marquée par le Jansénisme, une dérive spirituelle catholique, « rigoriste, sévère envers le pécheur, hostile à la communion fréquente et aux pèlerinages ». Yves Chiron souligne que cette région des Hautes-Alpes est largement imprégnée de cette pensée, et que le clergé local est « largement acquis au jansénisme, et va longtemps être hostile aux apparitions du Laus ». L'auteur écrit que ce courant « sévère » se voit opposer, par ces apparitions et par la petite voyante, « une religion plus miséricordieuse, où l'Eucharistie est exaltée, où les pécheurs sont appelés à la conversion et au pèlerinage ».
En dehors du jansénisme, le XVIIe siècle est traversé par un mouvement spirituel, qui, depuis les plus hautes autorités de l’Église, tend à écarter le mystique et toutes révélations privées (visions, apparitions), « exprimant une méfiance accrue envers tous phénomènes mystiques ». Le conflit entre Bossuet et Fénelon qui aboutit à la condamnation de ce dernier, la mise à l'index de nombreux auteurs mystiques, pourtant autorisés quelques années plus tôt, la condamnation du molinisme créent un contexte de défiance envers toute personne laïque qui prétendrait « avoir des visions et des révélations venant directement de Dieu », surtout si celles-ci s'installaient dans le temps, contrairement à d'autres apparitions des décennies passées où le voyant n'avait eu que de brèves visions qui ont été bien acceptées par l’Église.

### Les apparitions
Les « apparitions de la Vierge Marie » à Benoîte Rencurel sont connues par le témoignage qu'elle en a donné, et par les récits des quatre chroniqueurs, témoins des événements qui en ont donné le récit écrit via le « manuscrit du Laus ». Ces apparitions qui se seraient tenues sur 54 ans, sont les « plus longues du monde » (à ce jour) d'après les autorités religieuses.

#### Apparition de saint Maurice
Née à Saint-Etienne d'Avançon en 1647 dans une famille très pauvre, Benoîte Rencurel perd son père à l'âge de 7 ans. Elle se voit contrainte de travailler en tant que bergère pour vivre dans la famille où elle a été placée. À dix-sept ans, elle ne sait toujours ni lire ni écrire et passe donc ses journées à prier le chapelet dans les montagnes.
En mai 1664, Benoîte ressent le désir de rencontrer la Vierge Marie après avoir entendu une homélie de son curé. Alors qu'elle conduit ses chèvres le long d'un bois, sur la montagne de Saint-Maurice, un vieillard se serait approché d'elle, en se présentant comme saint Maurice lui-même. Il aurait annoncé à la bergère que son souhait serait exaucé et qu'elle verrait la Mère de Dieu dans un vallon voisin.

#### Apparitions de la grotte«des Fours»et de Pindreau

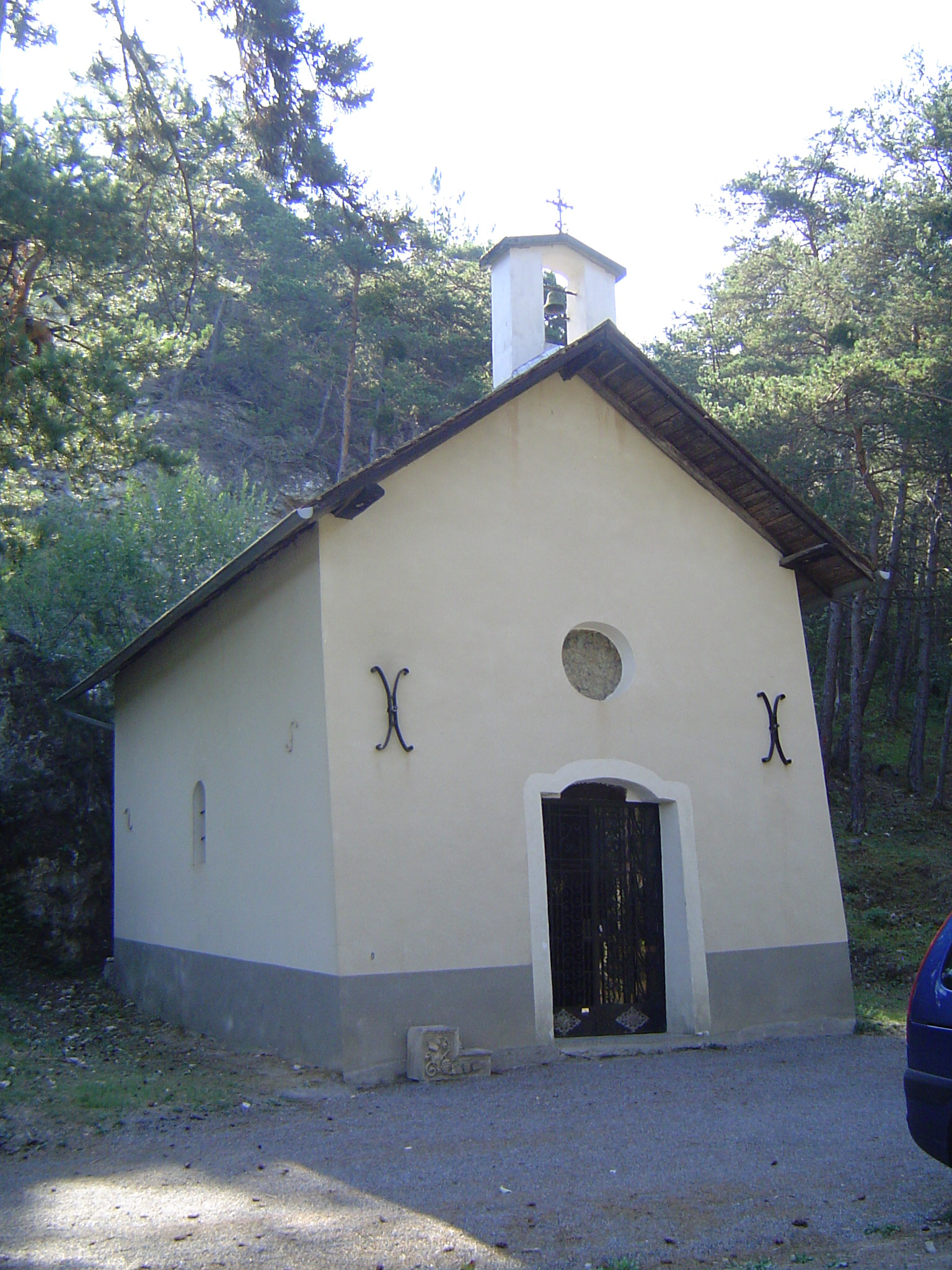
Chapelle de Notre-Dame-des-Fours.

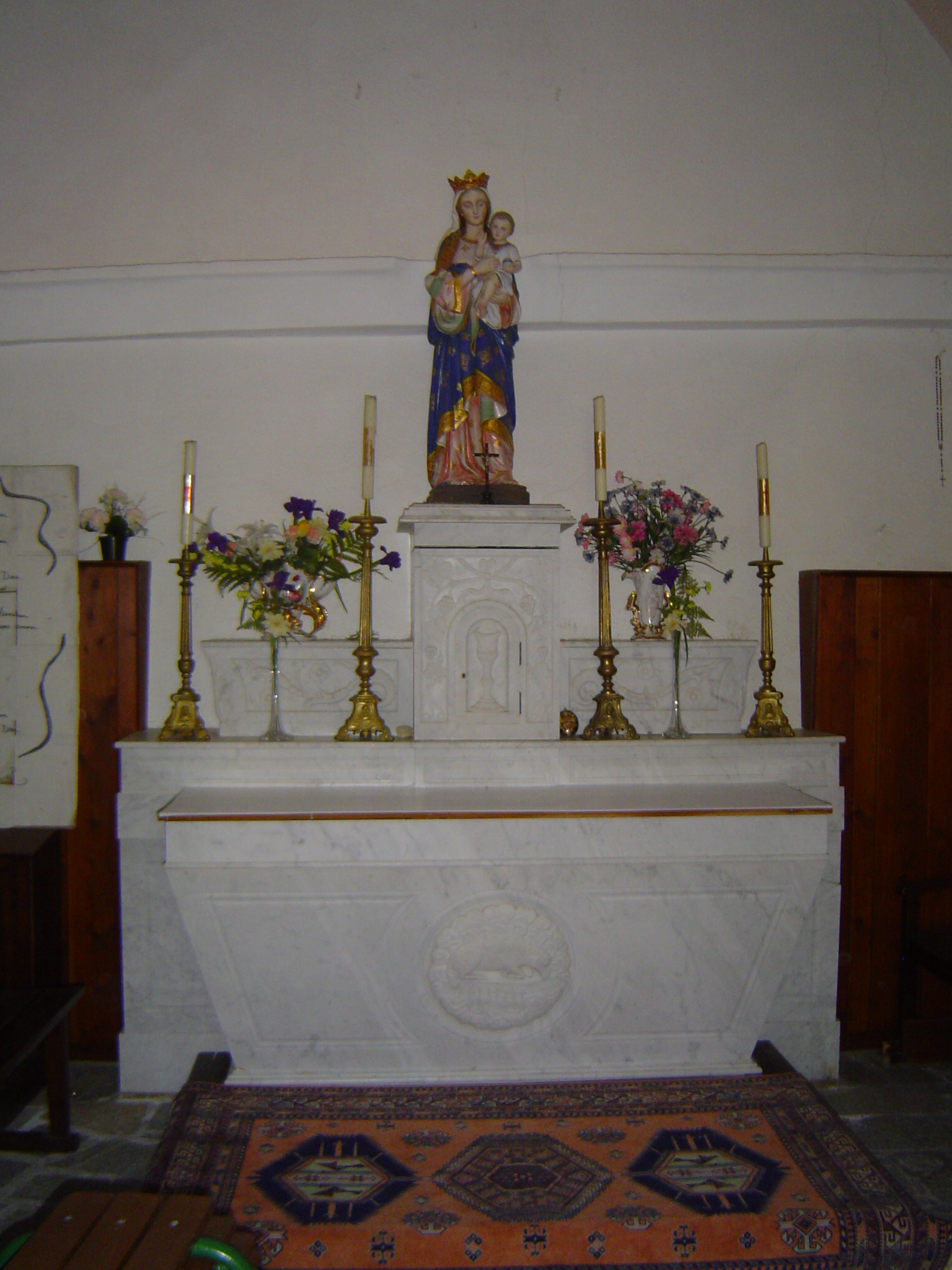
Autel dans la chapelle de Notre-Dame-des-Fours.

En mai 1664, Benoîte se rend dans le vallon dit « des Fours » pour y faire pâturer ses moutons. Comme à son habitude, la bergère récite son chapelet pendant qu'elle garde ses bêtes. Dans une des grottes du site, elle voit soudain « une dame », tenant à la main son enfant. Benoîte décrit ainsi celle qu'elle appellera « la belle dame » : elle est vêtue de feuilles d'or enflammées, elle semblait porter une couronne étincelante et son visage était si lumineux qu'on ne pouvait déterminer ses traits avec précision,.
Naïvement, la jeune bergère engage la conversation avec la dame et lui demande « Belle Dame, que faites-vous là-haut ? Venez-vous acheter du plâtre ? ». Mais la dame ne répond rien. Alors elle lui propose de partager avec elle son maigre goûter, mais la visiteuse disparaît sans un mot. Durant plus de trois mois, tous les jours, la « belle dame » va apparaître à Benoîte, dans ce même lieu, sans lui adresser une parole, « pour familiariser Benoîte à sa présence » dira Yves Chiron, « dans une sorte de pédagogie maternelle pour préparer la bergère inculte aux grâces diverses et très longues qu'elle allait recevoir, et pour la préparer à la mission qui allait être la sienne »,,.
Benoîte raconte d'abord ses visions à sa maîtresse, qui ne la croit pas. Mais le bruit se répand dans le village et dans les environs. Si bien, que le juge de la vallée d'Avançon, François Grimaud, décide de venir faire une enquête. En août, il se rend sur place, et interroge la voyante. Il sort positivement impressionné de son interrogatoire. Il décrit Benoîte comme « fort raisonnable, d'une humeur sincère et nullement capable d'invention ». Le 28 août, la Vierge demande à Benoîte que les filles de Saint-Étienne-d'Avançon montent en pèlerinage jusqu'à cette grotte. Le lendemain, sur les instances du juge Grimaud, le curé organise un grand pèlerinage paroissial auquel participe tout le village, et assiste au côté de Benoîte à l'apparition. Durant l'apparition, le juge souffle à Benoîte de demander à la dame, quel est son nom. La Vierge Marie annonce à la voyante qu'elle s'appelle « Dame Marie, la Mère de mon très cher Fils » et qu'« elle ne la verrait plus de quelque temps »,,,.
Le 29 septembre, après un mois d'absence, la Vierge se manifeste à nouveau sur l'autre versant de la vallée, sur le coteau Pindreau. Elle demande à Benoîte de « chercher au Laus une petite chapelle, où flottent de suaves odeurs » et de venir l'y prier. Que là elle « lui parlera et la rencontrera très souvent »,,.

#### Apparition de Notre-Dame de Bonne-Rencontre

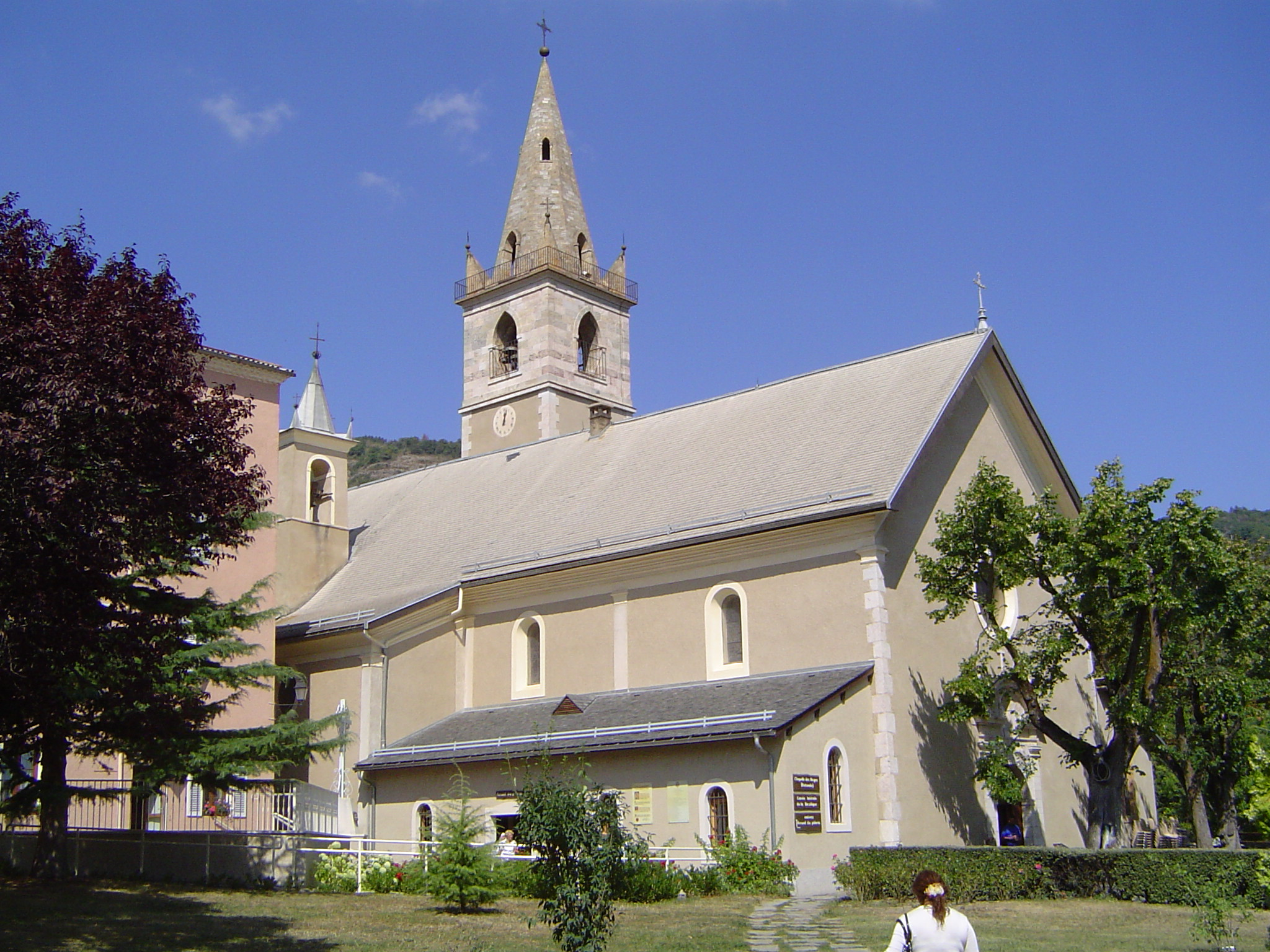
La basilique construite après la demande reçue par Benoîte, aujourd'hui au centre du sanctuaire de Notre-Dame du Laus.

Le lendemain, Benoîte découvre sur la colline du Laus, située de l'autre côté de l'Avance, un oratoire couvert de chaume, dédié à « Notre-Dame de Bon-Rencontre », et dont il ne reste guère que des ruines. De merveilleux parfums s'y font sentir qui mènent la bergère jusque la chapelle. Et voici que la Vierge apparaît sur le pauvre autel de plâtre, à droite du tabernacle. À cette vue, Benoîte a une parole, à celle qu'elle appelait sa Bonne mère, pleine de naïveté : « Permettez que je mette mon tablier sous vos pieds, il est tout blanc de lessive ». La Vierge, en refusant, lui sourit, puis lui annonce qu'une grande église sera bâtie, en ce lieu, destinée à la conversion des pécheurs. Benoîte indiquera aux chroniqueurs que Marie a voulu « bâtir une église en l'honneur de son très cher Fils et au sien, où beaucoup de pécheurs et de pécheresses se convertiront »,,,,,. La bergère fait remarquer à la Vierge que le lieu étant très pauvre, « il n'y a pas d'argent pour bâtir une église, et que la chapelle risque fort de rester ainsi ». Ce à quoi la Vierge lui répond qu'elle ne s'en inquiète pas, que tout viendra en son temps, et qu'une belle église y sera bien construite. La Vierge invite Benoîte à revenir fréquemment en ce lieu pour la revoir.
Dès lors les apparitions se succèdent pour Benoîte, tous les jours d'après un des chroniqueurs, durant cinquante-trois années, et sur la foi de ses dires, les pèlerins affluent au Laus, dès l'année suivante, certains montant même au mois de mars (pour le 19 et 25 mars), malgré la neige. Très vite, des récits de miracles et de grâces extraordinaires circulent, attirant une foule toujours plus nombreuse. 

#### Premières enquêtes ecclésiastiques
Les autorités ecclésiastiques hésitent sur l’attitude à avoir au sujet des phénomènes qui se produisaient au Laus. En septembre 1665, le vicaire général d’Embrun, Antoine Lambert, accompagné du père jésuite Gérard et du chanoine Bounnafous, se rendent au Laus et mènent une enquête. Ils interrogent la voyante à plusieurs reprises. S'ils sont dans un premier temps très critiques sur les apparitions, leur enquête, et surtout la guérison « jugée miraculeuse » d’une femme de 22 ans, Catherine Vial, alors qu'ils sont encore sur le lieu, finissent de les convaincre. Dans la nuit du 18 au 19 avril 1665, après une neuvaine de prière pour la malade, alors que celle-ci se trouve dans son lit, la malade sent soudain qu’elle peut déplier ses jambes qui étaient rétractées sous elle depuis six ans. Le matin, elle court se rendre à la messe célébrée par Antoine Lambert qui s’écrie alors : « Le doigt de Dieu est là ! Le doigt de Dieu est là ! ». Le vicaire Lambert interroge la miraculée, puis sa mère et d'autres témoins. Pour les membres de la commission ecclésiastique, « il ne fait plus de doutes que le Laus est bien le théâtre d'événements surnaturels : apparitions et miracles »,. Le vicaire de l'évêque nomme alors le père Pierre Gaillard « directeur de la chapelle », afin de soulager le curé Saint-Étienne-d'Avançon. La construction d'une nouvelle église est programmée, elle sera construite de 1666 à 1669. C'est à partir de cette date que des miracles sont signalés après application de l'huile de la lampe de la chapelle, suivant les indications rapportées par la voyante, et d'après Benoîte, ces indications ont été données par la Vierge Marie elle-même, qui aurait déclaré que l'application de l'huile, avec l'intercession de la Vierge, et la foi du malade, donneraient la guérison, car « Dieu a donné ce lieu pour la conversion des pécheurs ».
À l'automne 1666, Benoîte entre dans le Tiers-Ordre dominicain et prend le titre de « sœur Benoîte »,, sans doute le jour de la pose de la première pierre de la nouvelle église, qui prendra le titre de « basilique » plus tard. Elle aurait également reçu le don de pouvoir lire les consciences, un don qu'elle utilise tout au long de sa mission d'accueil et de conversion des pèlerins. Elle ramène au bien les pécheurs en leur disant le nombre et la gravité de fautes qu'ils croyaient ignorées de tous, et les guide auprès des prêtres étonnées par la qualité des confessions. 
À partir de 1669, le père Peytieu, chapelain du Laus, décrit des apparitions fréquentes, lorsque Benoîte est en extase, généralement après avoir communié ou s'être au moins confessée. Le chroniqueur rapporte que de nombreux pèlerins ont pu assister à ses extases.
En 1670, Jean Javelly, nouveau vicaire du diocèse, convoque Benoîte à Embrun pour l’interroger. La jeune fille se rend à l'évêché et y séjourne du 28 mai au 8 juin 1670. Elle est interrogée tous les après-midis par le vicaire et des jésuites et d'autres clercs. Les enquêteurs notent que la jeune fille « répond avec franchise et simplicité à leurs multiples questions ». Lors de la messe de la Fête-Dieu, présidée par le vicaire de l'évêque, celui-ci observe une extase de la voyante. À la demande du prélat, Benoîte décrit sa vision disant qu'elle avait vu la Vierge Marie « habillée en reine, une couronne sur la tête, toute éclatante de lumière ». À ces éléments s'ajoute le rapport des personnes chargées de surveiller en permanence la jeune voyante qui attestent que durant la douzaine de jours de son séjour, Benoîte n'avait ni mangé ni bu, et n'en semblait nullement affectée. Le vicaire conclut par un rapport favorable sur la voyante et les apparitions présumées. Le nouvel archevêque, Charles de Genlis, se rend au Laus pour y rencontrer la voyante et l'interroger personnellement. Le 4 décembre 1671, il interroge la voyante durant trois heures et demi et note lui-même les réponses sur un document qu'il garde dans ses archives. À l'issue de l'interrogatoire, il autorise les travaux d'agrandissement de l'église. Si l'archevêque ne publie aucun document officiel reconnaissant les apparitions, celles-ci se trouvent « définitivement authentifiées », et Benoîte poursuit sa mission d'accueil et de conseil spirituel auprès des pèlerins,. En 1672, Benoîte vient résider à plein temps au Laus afin d'accomplir pleinement sa mission. 

#### L’apparition du Christ en croix

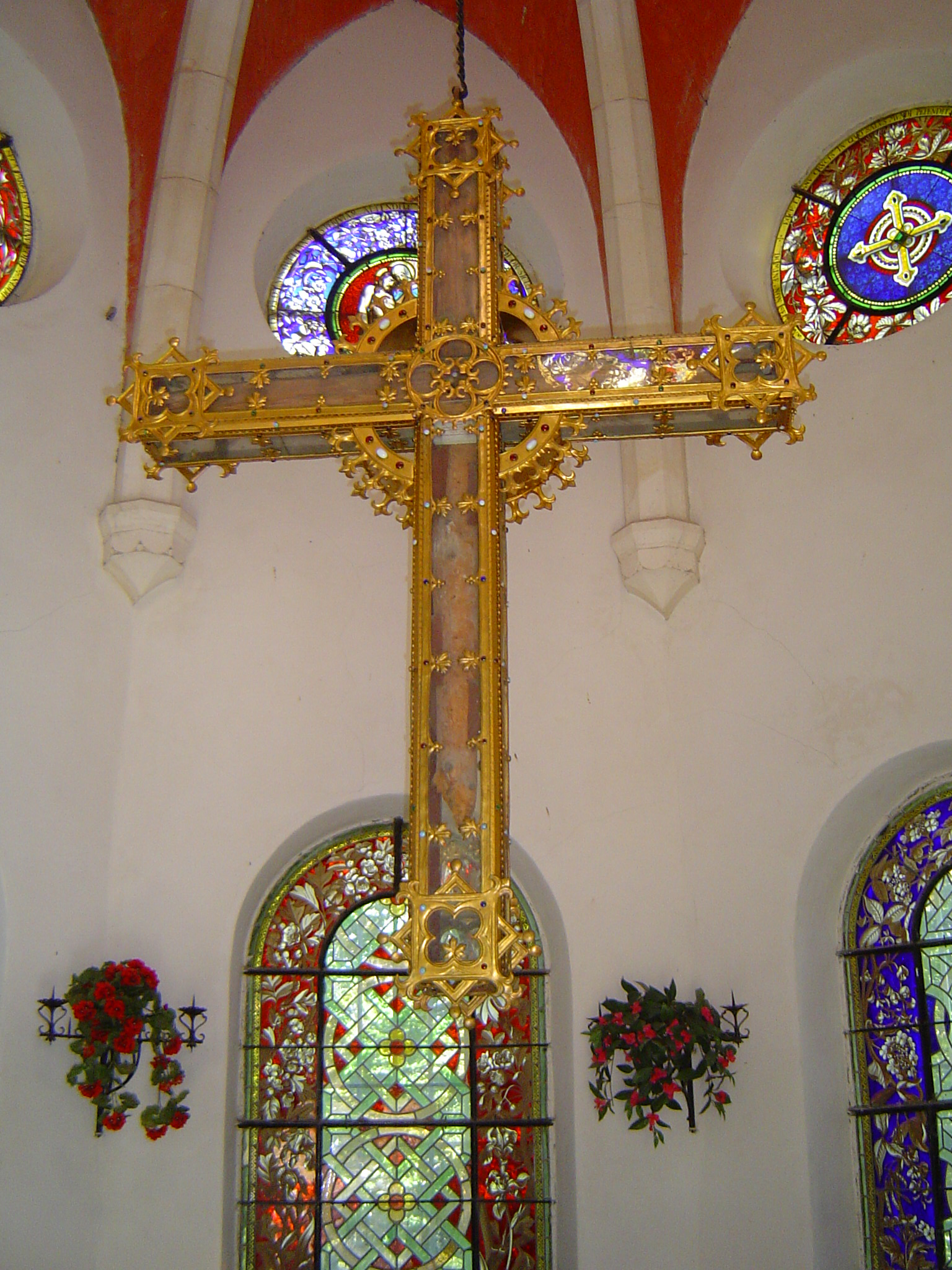
La croix devant laquelle Benoîte a eu à cinq reprises la vision du Christ crucifié.

Le 7 juillet 1673, Benoîte voit le Christ ensanglanté fixé à la Croix d'Avançon. Elle raconte avoir entendu cette parole : « Ma fille, je me fais voir en cet état afin que vous participiez aux douleurs de ma passion ». Après cette date, chaque semaine, du jeudi 16 h au samedi vers 9 h, la jeune bergère revit la passion du Christ de 1673 à 1684,. Elle verra le Christ crucifié sur la croix au total cinq fois. 
Invasion savoyarde
L'invasion savoyarde en août 1692 oblige Benoîte à quitter le Laus. Elle se réfugie à Marseille pendant deux mois.

#### Les dernières années

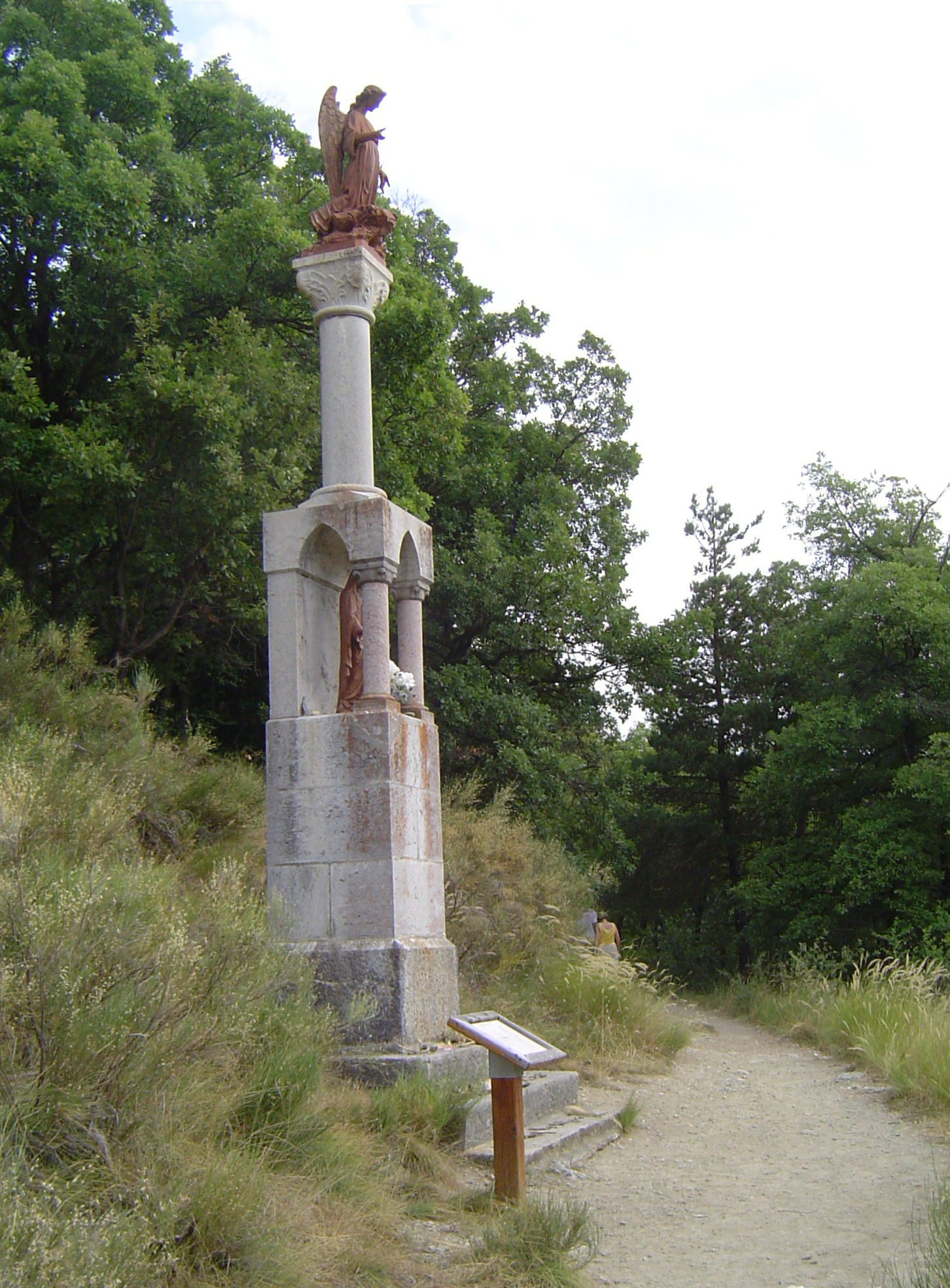
L'oratoire de l'ange : lieu où Benoîte a été transportée par l'ange, notamment dans la nuit du 16 septembre 1701 où l'ange éclaire tout le vallon d'un flambeau rayonnant.

À partir de 1692, Benoîte subit « des persécutions de la part de prêtres jansénistes » nommés au Laus, ainsi que du nouveau vicaire général du diocèse. Ces prêtres, qui ont « une conception rigoriste d'un salut réservé à un petit nombre », sont heurtés par les confessions incessantes et les communions fréquentes des pèlerins. Ils dénigrent Benoîte, entravent les pèlerinages et influencent l'évêque du diocèse Charles de Genlis, à qui ces prêtres racontent que la bergère du Laus est une « dangereuse illuminée ». Les biographes de Benoîte rapportent qu'elle subit également des « persécutions nombreuses et brutales du démon »,,.
Le 15 août 1698, la Vierge lui apparaît entourée par des anges qui emportent Benoîte jusqu'au ciel puis la rapportent ensuite dans son hameau. Toujours dotée de son don de lecture des âmes, elle montre à M. de Coulonge à Marseille, alors vicaire général, qu'elle connaît sa pensée et le doute qu'il garde en l'écoutant. 
En 1712, l'évêque confie le sanctuaire à une nouvelle congrégation : les pères de Sainte-Garde. Leur arrivée amène un renouveau du pèlerinage, et Benoîte « peut vivre ses dernières années dans la paix ». Benoîte meurt « en odeur de sainteté » le 28 décembre 1718, entourée des prêtres du sanctuaire lors de la fête des saints Innocents ; elle est enterrée dans la chapelle de Bon-Rencontre,. Benoîte a d'abord été enterrée au cimetière du Laus qui, alors, jouxtait l'église. Son corps fut ensuite déposé dans le caveau actuel dans le chœur même de la basilique.

## Notoriété et reconnaissance

### Reconnaissance par l’Église

#### Premières enquêtes officielles
En septembre 1665, soit un an après les premières apparitions, le vicaire général d’Embrun, Antoine Lambert, accompagné du père jésuite Gérard et du chanoine Bounnafous, se rend au Laus pour y mener une enquête. Ils interrogent la voyante à plusieurs reprises. S'ils sont dans un premier temps très critiques sur les apparitions, leur enquête, et surtout la guérison « jugée miraculeuse » d’une femme de vingt-deux ans, Catherine Vial, alors qu'ils sont encore sur le lieu, finissent de les convaincre « qu'il se passe au Laus des événements surnaturels : apparitions et miracles »,.
En 1670, Jean Javelly, nouveau vicaire du diocèse, convoque Benoîte à Embrun pour l’interroger. La jeune fille se rend à l'évêché et y séjourne du 28 mai au 8 juin 1670. Elle est interrogée tous les après-midis par le vicaire et des jésuites et d'autres clercs. Le vicaire conclut par un rapport favorable sur la voyante et les prétendues apparitions. En décembre 1671, Le nouvel archevêque, Charles de Genlis, se rend au Laus pour y rencontrer la voyante et l'interroger personnellement. Si l'archevêque ne publie aucun document officiel reconnaissant les apparitions, celles-ci se trouvent « définitivement authentifiées »,,.

#### Enquête canonique et reconnaissance

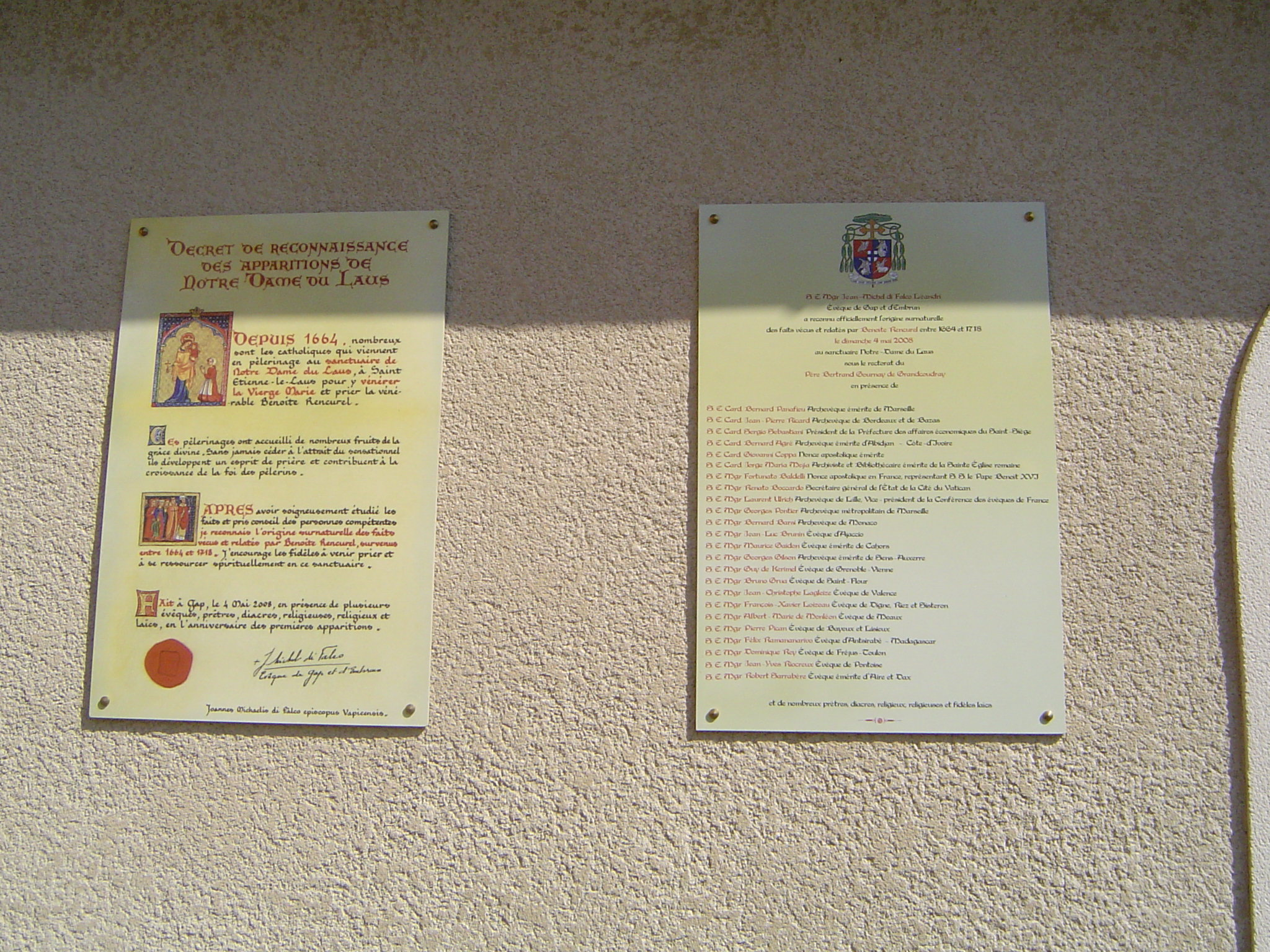
Déclaration de la reconnaissance des apparitions affichée dans le sanctuaire.

Le 16 juin 2005, Jean-Michel Di Falco, évêque de Gap, écrit à la Congrégation pour la doctrine de la foi afin de demander la manière de reconnaitre le caractère surnaturel des apparitions du Laus. Le 22 novembre 2005, à la suite de la réponse du Vatican, Di Falco mandate le Père René Combal, alors chargé du dossier de béatification de Benoîte Rencurel, pour constituer une équipe d’historiens, de théologiens et de psychologues afin de réaliser une enquête à partir des documents d’archives sur les apparitions du Laus. Les sept spécialistes présentent leurs conclusions respectives et sont unanimes pour dire que rien ne fait obstacle à une éventuelle reconnaissance du caractère surnaturel des apparitions mariales du Laus. Le 15 janvier 2007, la synthèse de leur rapport est envoyée à Di Falco, et le résultat de cette enquête a été communiqué au Vatican, conformément aux directives de la Congrégation pour la doctrine de la foi. La congrégation n’a émis aucune objection à une reconnaissance des apparitions mariales,.
Le 4 mai 2008, Jean-Michel Di Falco, évêque du lieu des apparitions, proclame la reconnaissance officielle des apparitions de Notre-Dame du Laus,, au cours de la messe célébrée dans la basilique Notre-Dame du Laus, en présence du nonce apostolique en France, Fortunato Baldelli,, et d’une trentaine de cardinaux et d’évêques du monde entier. La participation des différents prélats de l'Église catholique indique l'importance de cet événement non seulement pour l’Église du diocèse des Hautes-Alpes, mais aussi « pour l’Église de France et l’Église universelle ». 
Le cardinal Perrella souligne que « les apparitions approuvées par l'Église ne manifestent que la mission évangélique de Marie tout au long de l'histoire de l'Église, [mission] qui a été de montrer la voie vers la maison du Père par la foi au Seigneur Jésus ». Il précise que « les manifestations extraordinaires comme celles du Laus peuvent être librement embrassées » par les fidèles, ou non, « car la foi n'est réservée qu'à la révélation publique de Dieu qui s'est terminée avec la mort du dernier apôtre ». Et le cardinal d'ajouter que de telles révélations, tout en contribuant à accroître la foi, « n'ajoutent pas à la révélation donnée à l'Église dans les Saintes Écritures, mais contribuent plutôt à l'actualiser pendant une période spécifique de l'histoire ».

### Notoriété et pèlerinages

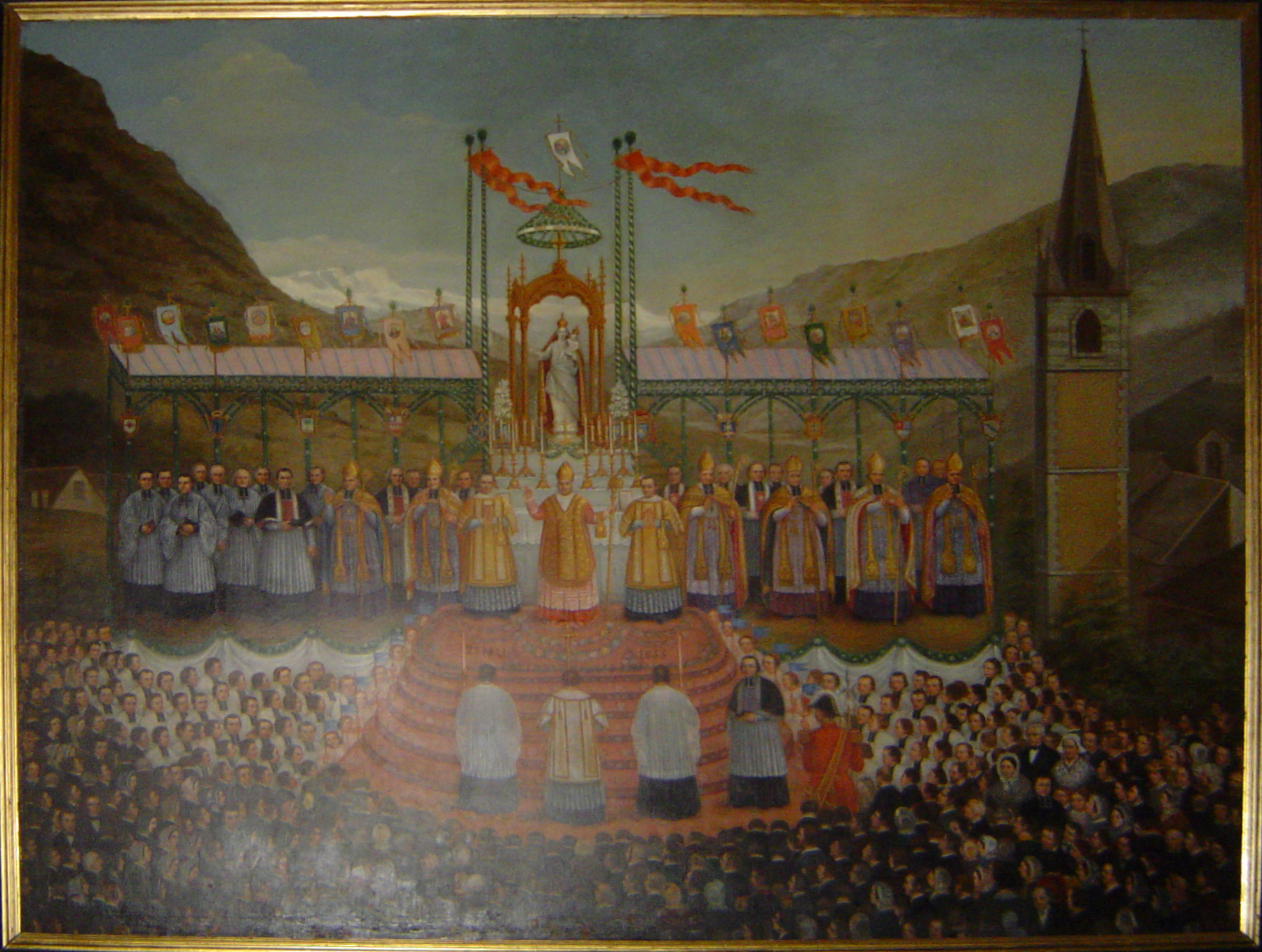
Tableau du couronnement, représentant la célébration du couronnement canonique de 1855 de la statue de Notre-Dame du Laus.

La venue des premiers pèlerins (extérieurs au village) se fait quelques mois après les premières apparitions. Dès le mois de mars 1665, des fidèles viennent au Laus pour y prier et se confesser, répondant à des vœux faits s'ils étaient guéris ou obtenaient telle grâce. Le chroniqueur de l'époque relate que les pèlerins viennent se confesser avec ferveur, et que le curé du village doit être aidé par ses collègues des villages alentour. Sur les 18 premiers mois de pèlerinage (1665-1666), le juge François Grimaud dénombre 120 000 pèlerins venus au Laus.
En 1854, le pape Pie IX autorise l'évêque Jean Depéry à couronner la statue de Notre-Dame du Laus. La cérémonie du couronnement canonique se déroule le 23 mai 1855 en présence de quarante mille pèlerins. Dans la seconde moitié du XIXe siècle, les missionnaires font connaître le Laus et les apparitions mariales à l'occasion des grands congrès eucharistiques en France, en Belgique, et au Canada.
En 2008, on comptait autour de 120 000 pèlerins par an au Laus. Aujourd'hui, plus de 200 000 pèlerins par an se rendent au sanctuaire de Notre-Dame du Laus.

### Miracles
Très vite, dans l'année 1665, des miracles sont déclarés par des habitants ou des pèlerins. Le juge Grimaud, dans ses écrits en dénombre 61 pour la seule année 1665. Ces guérisons concernent aussi bien les adultes que les enfants. Une des pathologies répertoriées est une très grave déficience visuelle, que l’on appelait à l’époque une « taie sur l’œil ». De nombreux malades déclarent qu'après avoir appliqué de l’huile du sanctuaire sur leur organe blessé, ils voyaient parfaitement clair.
Les autorités ecclésiastiques hésitant sur l’attitude à avoir concernant les phénomènes se produisant au Laus, une mission d'étude s'y rend en septembre 1665. Cette mission est composée du vicaire général d’Embrun, Antoine Lambert, accompagné du père jésuite Gérard et du chanoine Bounnafous. Ils interrogent la voyante à plusieurs reprises et assistent, durant leur présence sur les lieux, à la guérison « jugée miraculeuse » d’une femme de vingt-deux ans, Catherine Vial. Alors que la malade était paralysée des jambes depuis six ans, après une neuvaine de prière, elle déplie ses jambes et court se rendre à la messe célébrée par ce jour par Antoine Lambert. Le vicaire Lambert interroge la miraculée, puis sa mère et d'autres témoins. Pour les membres de la commission ecclésiastique, « il ne fait plus de doutes que le Laus est bien le théâtre d'événements surnaturels : apparitions et miracles ». Si très peu de « guérisons miraculeuses » ont fait l'objet d'une reconnaissance canonique, la « guérison miraculeuse de Lucrèce Souchon », en 1720, a été reconnue par l’évêque de Gap,.
Entre 1841 et 2006, 102 témoignages auraient été recueillis de personnes ayant senti un parfum d'une très grande intensité au sanctuaire, d'après René Umetz.
Au début des années 2000, deux autres cas de « guérisons miraculeuses » ont été rapportés par des pèlerins :
- Une dame belge a déclaré qu’elle était guérie d’une hernie discale[18] qui s’extériorisait et qui devait être opérée dans l’urgence. Elle refuse l'opération, sure que « Marie va la guérir ». Quatre mois plus tard, le chirurgien, ne la voyant pas venir comme prévu, la convoque et lui fait passer un scanner qui révèle que la hernie a totalement disparu. Pour le chirurgien qui devait l'opérer, « cette pathologie n’était guérissable que par une intervention chirurgicale »[5].
- Une femme enceinte de jumeaux appelle le sanctuaire du Laus depuis l'Australie, demandant que l’on prie pour elle car l’un des deux enfants, selon le diagnostic permis par l’échographie, est malformé. Les responsables du sanctuaire s'engagent à prier, et lui envoient de l’huile de la lampe du Laus[N 8], demandant « que la mère se fasse des onctions pour elle et ses bébés ». À la naissance, les deux bébés sont en parfaite santé[5].

## Contestations et critiques
La personnalité très simple de la voyante, les apparitions qui se répètent chaque jour, et le message de miséricorde diffusé par Benoîte, surprennent et tranchent dans « un univers dévotionnel ordonné et contrôlé », mis en place un siècle plus tôt avec le concile de Trente. Si bien que de nombreux religieux sont troublés voire méfiants envers les déclarations de la voyante. Le développement des pèlerinages où Benoîte prend une place importante, la dévotion populaire, l'accès fréquent aux sacrements bousculent la spiritualité établie au XVIIe siècle, quand elle ne se trouve pas carrément en contradiction avec certaines de ses idées, comme le jansénisme. 
Au delà de simples critiques ou de simples suspicions, Benoîte subit même une « persécution de la part de prêtres jansénistes » nommés au Laux à partir de 1692, ainsi que du nouveau vicaire général du diocèse. Ces prêtres qui ont « une conception rigoriste d'un salut réservé à un petit nombre » sont heurtés par les confessions incessantes et les communions fréquentes des pèlerins. Ils dénigrent Benoîte, entravent les pèlerinages et influencent l'évêque du diocèse Charles de Genlis, à qui ces prêtres remontrent que la bergère du Laux est une « dangereuse illuminée ».
Le langage pauvre et simple de la bergère est également l'objet de critiques, de railleries et de suspicions. Ainsi, les récits des dialogues entre la voyante et la Vierge, dialogues notés par les chroniqueurs de la bouche même de la voyante, et rédigés tardivement après les apparitions, « nourriront la défiance des examinateurs hostiles à la Bergère du Laus » du fait de la familiarité et de la naïveté des paroles prononcées par la voyante.
Un des points soulevant des interrogations et un scepticisme, pour ne pas dire une hostilité envers la voyante, était sa condition sociale et son statut de « femme » (pauvre). À l'époque, il semblait impensable (pour ne pas dire impossible), qu'une personne qui ne fasse pas partie de la noblesse ou d'un ordre religieux puisse atteindre la sainteté (de son vivant). Toutes les femmes canonisées au XVIIe siècle sont des religieuses cloîtrées ; la moitié des « serviteurs de Dieu » de l'époque sont issus de l'élite sociale, et seulement un sur dix, des artisans ou paysans. Que la voyante Benoîte puisse « être assez sainte » pour diriger les pèlerinages, et faire office de conseil spirituel (jusqu'à conseiller des prêtres, voire des évêques en visite), est inconcevable pour une partie de la population. D'où l'importance pour un de ses biographes, Pierre Gaillard, de rappeler que Benoîte fait partie du Tiers Ordre dominicain, et donc qu'elle est « religieuse »,.
En 1667, d'autres voyantes se déclarent et annoncent « voir la Vierge » dans le Dauphiné et la région proche du Laus. Elles sont rapidement confondues par les autorités religieuses, mais ces « fausses voyantes » amènent le doute sur les « apparitions déclarées par Benoîte »,.